# Unterseeboot 579
L'Unterseeboot 579 ou U-579 est un sous-marin allemand (U-Boot) de type VIIC utilisé par la Kriegsmarine pendant la Seconde Guerre mondiale.
Le sous-marin fut commandé le 8 janvier 1940 à Hambourg (Blohm & Voss), sa quille fut posée le 31 août 1940, il fut lancé le 28 mai 1941 et mis en service le 17 juillet 1941, sous le commandement du Kapitänleutnant Dietrich Lohmann.
Il fut coulé dans le Cattégat par un avion britannique, en mai 1945.

## Conception
Unterseeboot type VII, l'U-579 avait un déplacement de 769 tonnes en surface et 871 tonnes en plongée. Il avait une longueur totale de 67,10 m, un maître-bau de 6,20 m, une hauteur de 9,60 m et un tirant d'eau de 4,74 m. Le sous-marin était propulsé par deux hélices de 1,23 m, deux moteurs diesel Germaniawerft M6V 40/46 de 6 cylindres en ligne de 1 400 cv à 470 tr/min, produisant un total de 2 060 à 2 350 kW en surface et de deux moteurs électriques BBC GG UB 720/8 de 375 cv à 295 tr/min, produisant un total 550 kW, en plongée. Le sous-marin avait une vitesse en surface de 17,7 nœuds (32,8 km/h) et une vitesse de 7,6 nœuds (14,1 km/h) en plongée. Immergé, il avait un rayon d'action de 80 milles marins (150 km) à 4 nœuds (7,4 km/h; 4,6 milles par heure) et pouvait atteindre une profondeur de 230 m. En surface son rayon d'action était de 8 500 milles nautiques (soit 15 700 km) à 10 nœuds (19 km/h). 
L'U-579 était équipé de cinq tubes lance-torpilles de 53,3 cm (quatre montés à l'avant et un à l'arrière) qui contenait quatorze torpilles. Il était équipé d'un canon de 8,8 cm SK C/35 (220 coups) et d'un canon antiaérien de 20 mm Flak. Il pouvait transporter 26 mines TMA ou 39 mines TMB. Son équipage comprenait 4 officiers et 40 à 56 sous-mariniers.

## Historique
Mis en service le 17 juillet, l'Unterseeboot 579 reçut sa formation de base à Kiel en Allemagne au sein de la 5. Unterseebootsflottille jusqu'au 12 octobre 1941, il intégra une autre formation d'entrainement dans la 24. Unterseebootsflottille à Klaipėda en Lituanie, puis dans la 23. Unterseebootsflottille à Gdańsk en Allemagne et finira dans la 4. Unterseebootsflottille à Stettin jusqu'à sa perte.
L'U-579 n'a pas réalisé de patrouille de guerre pendant son utilisation opérationnelle, étant affecté à la formation et à l'entrainement des membres d'équipage des U-Boote.
Le sous-marin fut désarmé le 12 octobre 1941 à Dantzig, après un incendie dans le compartiment des torpilles avant. Il fut réparé et remit en service en mai 1942.
L'U-579 fut coulé le 5 mai 1945 dans le Cattégat, à l'est de Aarhus (Danemark) à la position 56° 10,7′ N, 11° 04′ E, par des charges de profondeur d'un B-24 Liberator britannique de la No. 547 Squadron RAF (en).
24 hommes d'équipage sont morts dans cette attaque.

## Commandement
- Kapitänleutnant Dietrich Lohmann du 17 juillet 1941 au 12 octobre 1941.
- Commandement vacant du 23 octobre 1941 au 26 mai 1942.
- Oberleutnant zur See Günther Ruppelt du 27 mai 1942 à octobre 1942.
- Oberleutnant zur See Gerhard Linder d'octobre 1942 à septembre 1944.
- Oberleutnant zur See Hans-Dietrich Schwarzenberg de septembre 1944 au 5 mai 1945.

## Affectations
- 5. Unterseebootsflottille du 17 juillet 1941 au 12 octobre 1941 (Période de formation).
- 24. Unterseebootsflottille du 27 mai 1942 au 31 août 1943 (Navire-école).
- 23. Unterseebootsflottille du 1er septembre 1943 au 28 février 1945 (Navire-école).
- 4. Unterseebootsflottille du 1er mars 1945 au 5 mai 1945 (Navire-école).